# Felsődunamelléki magyar evangélikus egyházkerület
A Felsődunamelléki magyar evangélikus egyházkerület egy történelmi evangélikus egyházkerület volt. 
Az 1610. évi zsolnai zsinat a Nyitra, Bars és Pozsony vármegyék területére alkotott bajmóci egyházkerület magyar ajkú egyházai számára Kürthi István szeredi lelkész személyében külön „inspector”-t rendelt superintendens-helyettesül. Minthogy pedig ez egyházak arra hivatkoztak, hogy nekik régebben is külön püspökeik voltak, Thurzó György nádor 1613 elején a Kürthi halála után megengedte nekik, hogy ismét választhassanak ilyet. Az ekként önállóvá fejlődött kerület már az ez évi febr. 6-án megejtett püspökválasztáskor Moson, Győr, Komárom, Kis- és Nagyhont vármegyéknek is kiterjedt egyes részeire, a következő évben pedig Esztergom, Nógrád és Gömör vármegyék megfelelő vidékeit is hatalma alá vette, de az utolsót csak jogfenntartás szempontjából, nem pedig ténylegesen. Eredetileg három egyházmegyéje (Pozsony vármegyei magyar, semtei, barshonti) hamarosan szaporodott legalábbis eggyel, a moson-győrivel. 
Püspökei voltak tudtunkkal: 
- Pálházi Göncz Miklós szeredi, pataházai l. 1613–1619.
- Brunszvik Tóbiás szeredi, galgóci magyar l. 1620–1630,
- Kürthi István (II.) szenci l. (1650.),
- Sárosi Bálint majtényi, bazini, szenci l. (1657.) (1669.)